# مرلي ترافيس
مرلي ترافيس (بالإنجليزية: Merle Travis)‏ هو مغن مؤلف وعازف قيثارة ومغني أمريكي، ولد في 29 نوفمبر 1917 في مقاطعة مولينبرغ في الولايات المتحدة، وتوفي في 20 أكتوبر 1983 في تاهليكوا في الولايات المتحدة بسبب نوبة قلبية.

## وصلات خارجية
- مرلي ترافيس على موقع IMDb (الإنجليزية)
- مرلي ترافيس على موقع الموسوعة البريطانية (الإنجليزية)
- مرلي ترافيس على موقع ميوزك برينز (الإنجليزية)
- مرلي ترافيس على موقع قاعدة بيانات برودواي على الإنترنت (الإنجليزية)
- مرلي ترافيس على موقع إن إن دي بي (الإنجليزية)
- مرلي ترافيس على موقع أول ميوزيك (الإنجليزية)
- مرلي ترافيس على موقع ديسكوغز (الإنجليزية)
- مرلي ترافيس على موقع قاعدة بيانات الفيلم (الإنجليزية)